# Llista de peixos del riu Fraser

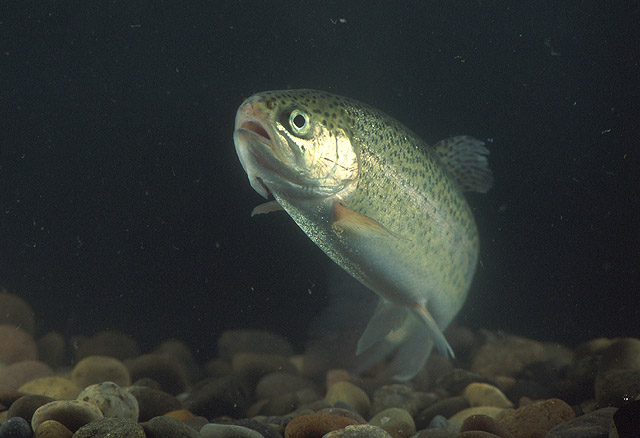
Truita arc de Sant Martí (Oncorhynchus mykiss)

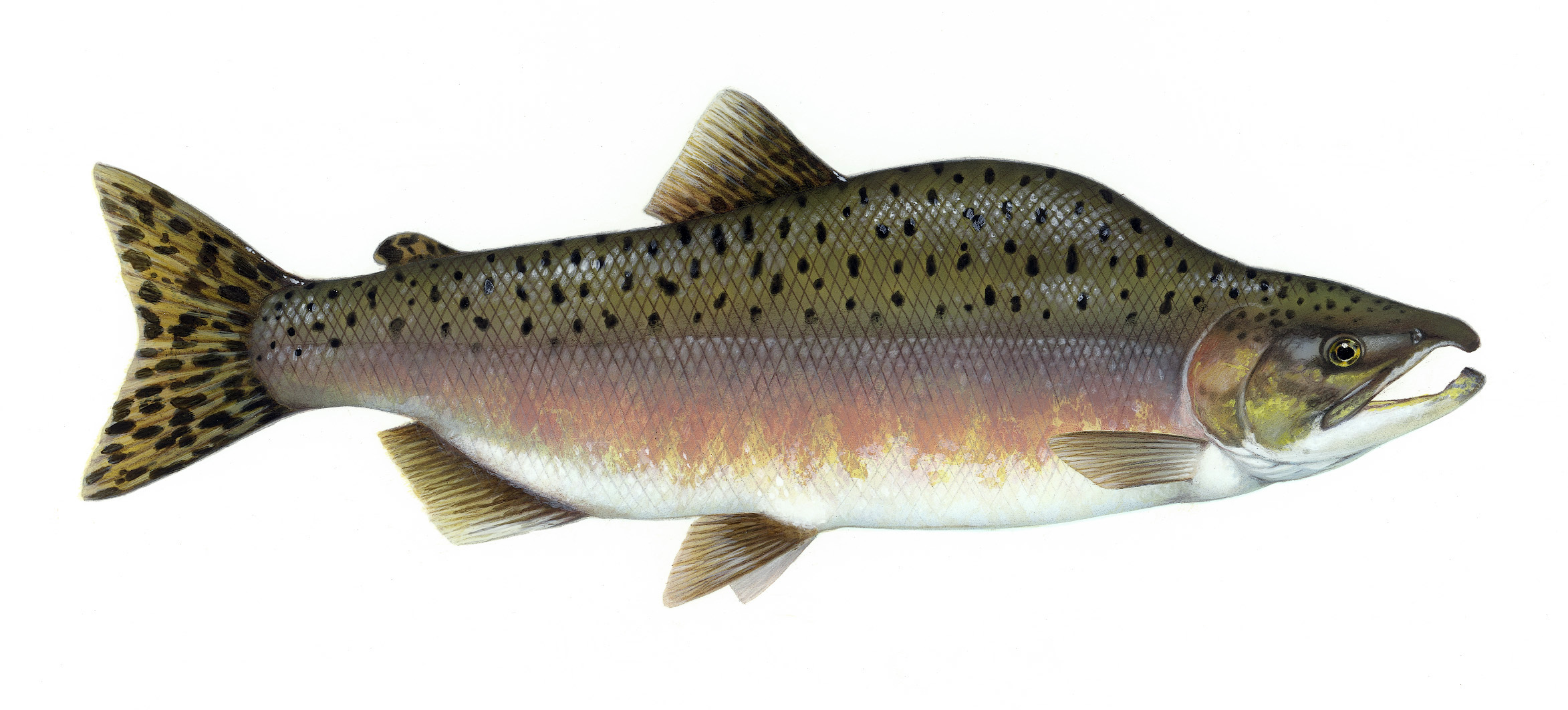
Salmó rosat del Pacífic (Oncorhynchus gorbuscha)

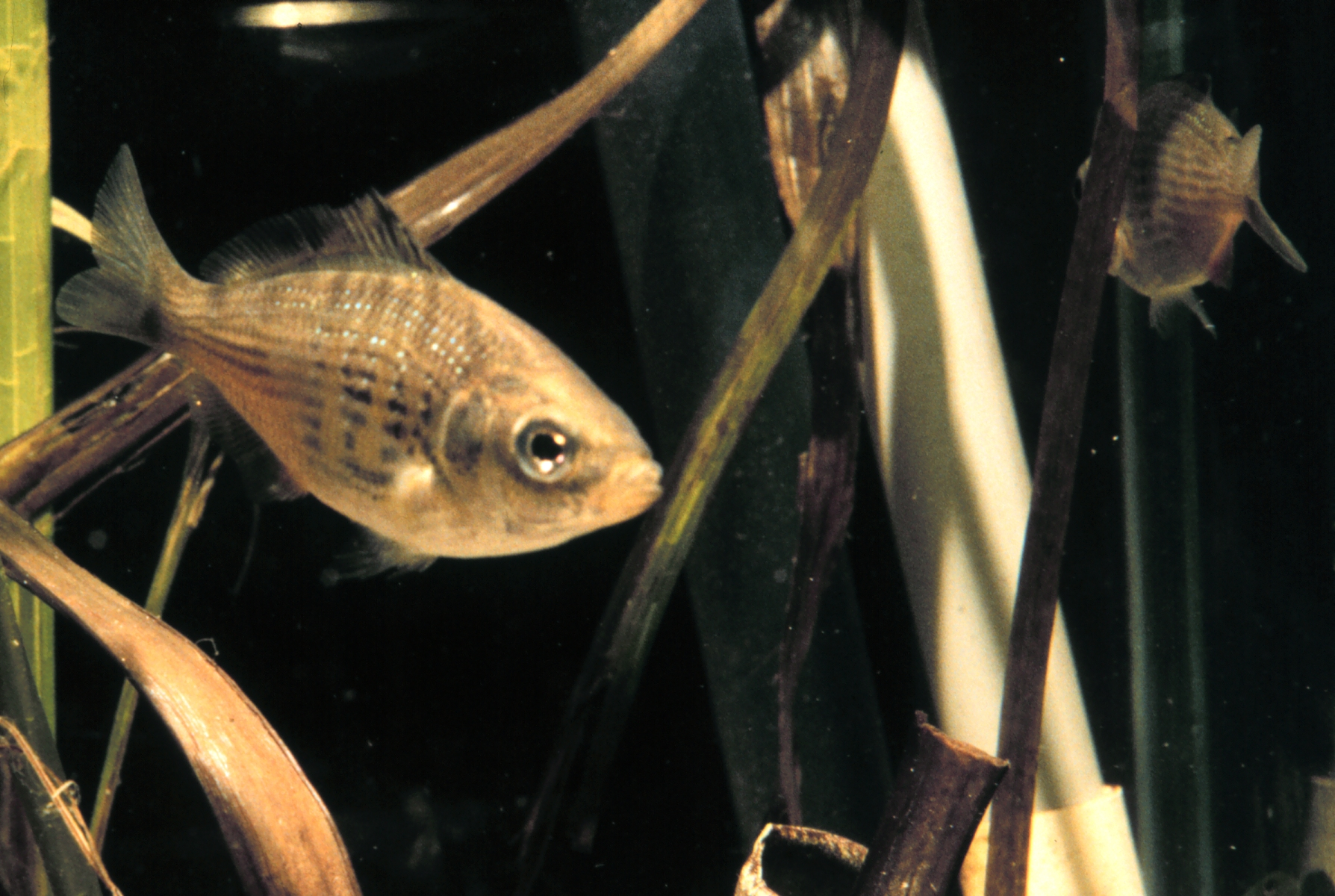
Cymatogaster aggregata

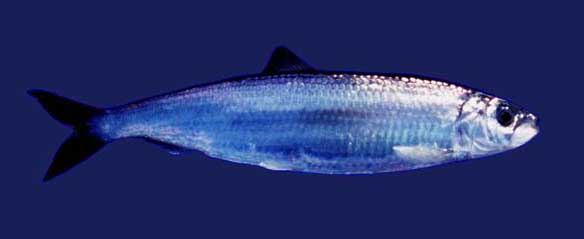
Areng (Clupea harengus)

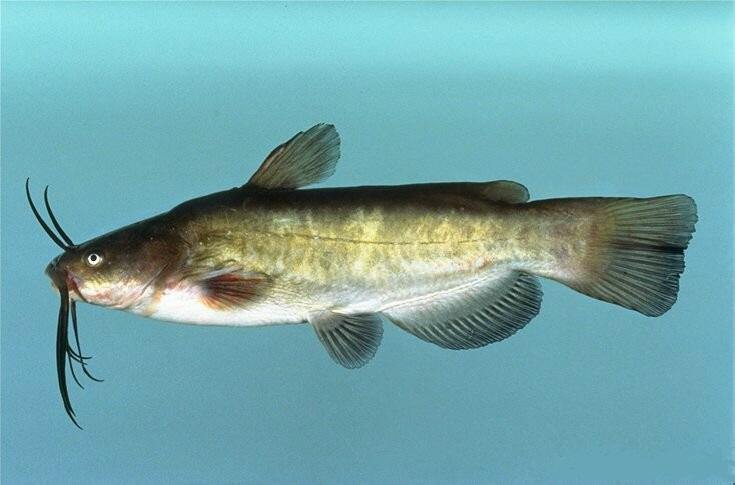
Peix gat bru (Ameiurus nebulosus)

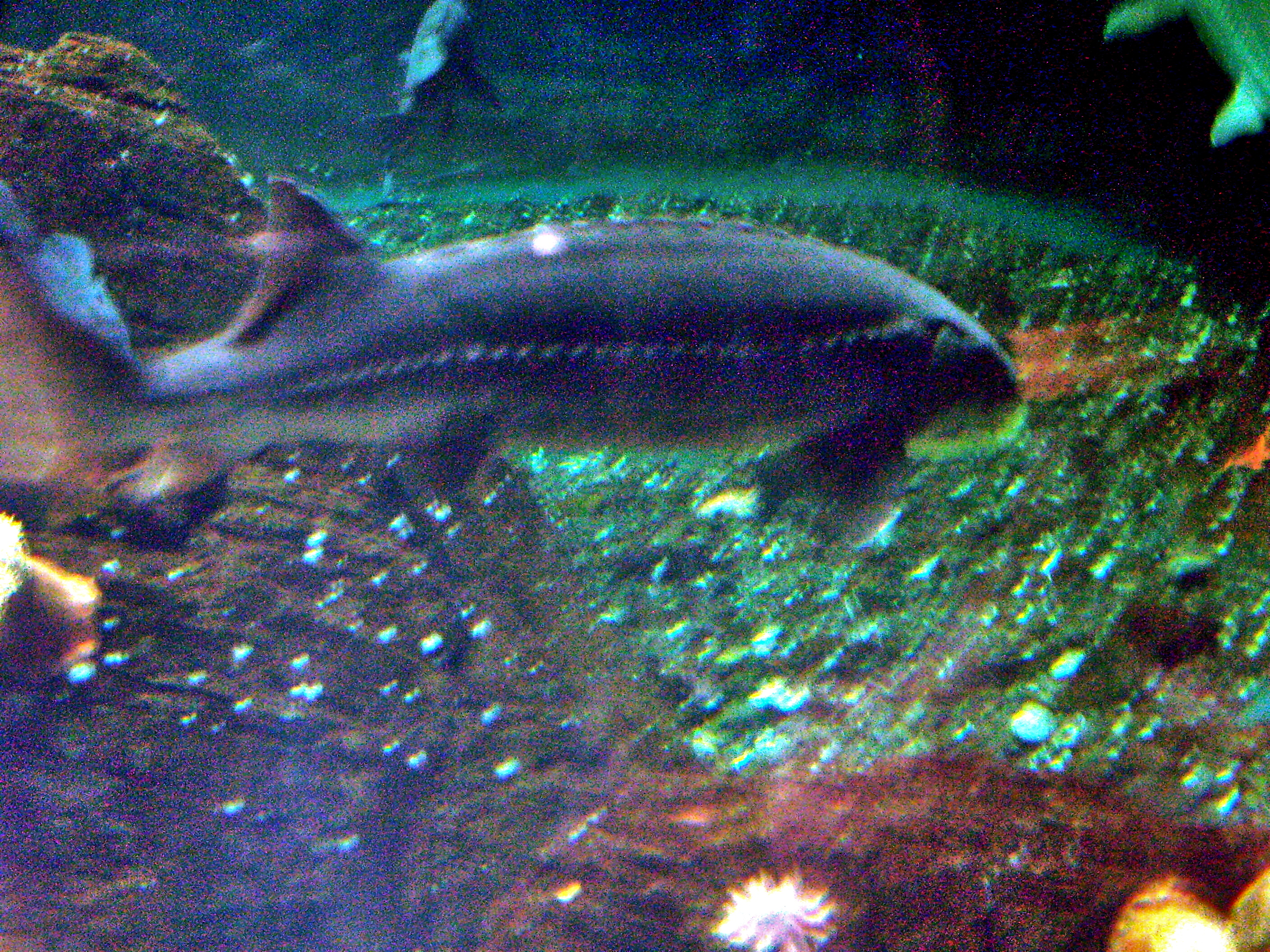
Esturió blanc (Acipenser transmontanus)

Aquesta llista de peixos del riu Fraser -incompleta- inclou 36 espècies de peixos que es poden trobar al riu Fraser, a la Colúmbia Britànica, Canadà, ordenades per l'ordre alfabètic de llur nom científic.

## A
- Acipenser transmontanus
- Acrocheilus alutaceus
- Ameiurus nebulosus

## C
- Catostomus columbianus
- Catostomus macrocheilus
- Catostomus platyrhynchus
- Clupea harengus
- Cottus aleuticus
- Cottus asper
- Cottus rhotheus
- Cymatogaster aggregata
- Cyprinus carpio carpio

## G
- Gasterosteus aculeatus aculeatus

## H
- Hybognathus hankinsoni

## L
- Leptocottus armatus

## M
- Mylocheilus caurinus

## O
- Oncorhynchus aguabonita
- Oncorhynchus clarkii clarkii
- Oncorhynchus clarkii clarkii
- Oncorhynchus gorbuscha
- Oncorhynchus keta
- Oncorhynchus kisutch
- Oncorhynchus mykiss
- Oncorhynchus nerka
- Oncorhynchus tshawytscha

## P
- Platichthys stellatus
- Pomoxis nigromaculatus
- Prosopium williamsoni
- Ptychocheilus oregonensis

## R
- Rhinichthys cataractae
- Rhinichthys falcatus
- Richardsonius balteatus

## S
- Salvelinus malma malma
- Spirinchus thaleichthys

## T
- Thaleichthys pacificus[1]